# Марьяновка (Конотопский район)
Марья́новка (укр. Мар'янівка) — село,
Присеймовский сельский совет,
Конотопский район,
Сумская область,
Украина.
Код КОАТУУ — 5922086904. Население по переписи 2001 года составляло 40 человек.

## Географическое положение
Село Марьяновка находится между сёлами Калишенково и Полесское (Коропский район) (1—2 км).
Рядом проходит автомобильная дорога М-02 (E 101).

## Происхождение названия
На территории Украины 64 населённых пункта с названием Марьяновка.

## История
- В 1945 г. Указом Президиума ВС УССР хутор Мариенталь переименован в Марьяновку[2].